# Diecezja Caicó
Diecezja Caicó (łac. Dioecesis Caicoënsis) – diecezja Kościoła rzymskokatolickiego w Brazylii. Należy do metropolii Natal, wchodzi w skład regionu kościelnego Nordeste II. Została erygowana przez papieża Piusa XII bullą E dioecesibus w dniu 25 listopada 1939.

## Główne świątynie
- Katedra: Katedra św. Anny w Caicó
- Bazylika mniejsza: Bazylika Matki Bożej Przewodniczki w Acari

## Biskupi diecezjalni
- José de Medeiros Delgado (1941–1951)
- José Adelino Dantas (1952–1958)
- Manuel Tavares de Araújo (1959–1978)
- Heitor de Araújo Sales (1978–1993)
- Jaime Vieira Rocha (1995–2005)
- Manoel Delson Pedreira da Cruz OFMCap. (2006–2012)
- Antônio Carlos Cruz Santos MSC (2014–2024)
- Antônio Ranis Rosendo Dos Santos C.Ss.R. (nominat)